# Арыджан, Ферхат
Ферхат Арыджан (тур. Ferhat Arıcan; род. 28 июля 1993, Конак, Измир) — турецкий гимнаст, специализирующийся в упражнении на параллельных брусьях. Бронзовый призёр Олимпийских игр, двукратный чемпион Европы.

## Биография
Ферхат Арыджан родился 28 июля 1993 года в Конаке (Измир).
Он изучал физическую культуру в Эгейском университете в Манисе.

## Карьера
Арыджан начал заниматься гимнастикой в возрасте 10 лет. Этому способствовала поддержка его учителя физкультуры в начальной школе.
На юношеских Олимпийских играх 2010 года, проходивших в Сингапуре, он выиграл серебряную медаль, проиграв только монголу Ганбатыну Эрденебольду в опорном прыжке. Он выиграл бронзовую медаль на параллельных брусьях на Средиземноморских играх 2013 года, проходивших в Мерсине.
В 2008, 2013 и 2014 годах за Арыджаном закрепились три новых элемента в параллельных брусьях. Таким образом, Ферхат Арыджан стал первым гимнастом, в честь которого были названы сразу три элемента.
Национальный олимпийский комитет Турции в августе 2014 года назвал Арыджана одним надежд сборной, который будут бороться за олимпийские медали на Играх в Рио-де-Жанейро в 2016 году. Арыджан, занявший 11-е место в олимпийских отборочных соревнованиях, прошедших в апреле 2016 года, получил право участвовать на Летних Олимпийских играх 2016 года. Таким образом, впервые за 108 лет мужчина-гимнаст представил Турцию на Олимпийских играх (последним был Алеко Мулос, представлявший Османскую империю в 1908).
В 2018 году личным тренером Ферхата Арыджана был украинец Евгений Козин. Арыджан перешёл в клуб из Гёзтепе в январе 2019 года.
Арыджан стал бронзовым призёром в соревнованиях на параллельных брусьях и девятым в абсолютном первенстве на Европейских играх 2019 года в Минске.
Арыджан выиграл первую золотую медаль на чемпионате Европы 2020 года в Мерсине в параллельных брусьях. В 2021 году вновь выиграл золото в соревнованиях на параллельных брусьях на чемпионате Европы 2021 года в Базеле. При этом за три недели до победы он получил положительный тест на COVID-19, но сумел излечиться и войти в форму перед турниром.
На Олимпийских играх в Токио завоевал бронзовую медаль на параллельных брусьях, уступив немцу Лукасу Даузеру и китайцу Цзоу Цзинъюаню.